# مارک سنفورد
مارک سنفورد (به انگلیسی: Mark Sanford) سیاستمدار آمریکایی و عضو حزب جمهوری‌خواه است. او از سال ۲۰۱۳ تا ۲۰۱۹ نمایندهٔ حوزه انتخابیه اول کارولینای جنوبی از حزب جمهوری‌خواه ایالات متحده آمریکا در مجلس نمایندگان ایالات متحده آمریکا بود تا این که در رقابت‌های مقدماتی حزب جمهوریخواه برای کنگره از رقیبی که مورد حمایت رئیس جمهور دونالد ترامپ قرار گرفته بود شکست خود. او پیشتر از ۱۹۹۵ تا ۲۰۰۱ نمایندگی همین حوزه را بر عهده داشت. از سال ۲۰۰۳ تا ۲۰۱۱ سنفورد فرماندار کارولینای جنوبی بود.
در ژوئن ۲۰۰۹، سنفورد که فرماندار بود علناً فاش کرد با زنی آرژانتینی به نام ماریا بلن چاپور رابطه داشته‌است که منجر به اعلام عدم رضایت رسمی مجمع عمومی کارولینای جنوبی از او و استعفای وی از انجمن فرمانداران جمهوریخواه شد، هرچند او از فرمانداری استعفا نداد.
او در دورهٔ نمایندگی از سوی مؤسسه کیتو به عنوان محافظه کارترین نماینده از لحاظ محافظه کاری مالی معرفی شد. او به سبب تلاش‌هایش برای کاستن از هزینه‌های دولت و کاستن از کسری بودجهٔ ملی مورد تقدیر قرار گرفت. او به خاطر روحیهٔ مستقل خود معروف بوده‌است. مثلاً بارها او به قوانینی که با موافقت همگی نمایندگان همراه بود تنها رای مخالف را می‌داد. او در وفا به قولش مبنی بر تصدی حداکثر سه دوره نمایندگی، در سال ۲۰۰۱ کاندید نشد.

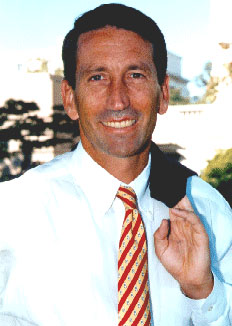
سنفورد در سال ۲۰۰۱